# 休伯特·安森·牛顿
休伯特·安森·牛顿（常称为H. A. Newton，1830年3月19日—1896年8月12日）是一位美国数学家和天文学家，知名于对流星体的研究。H·A·牛顿出生于纽约州舍本，1850年本科毕业于耶鲁大学，1885年任美国科学促进会主席。